# المسيحية في توغو

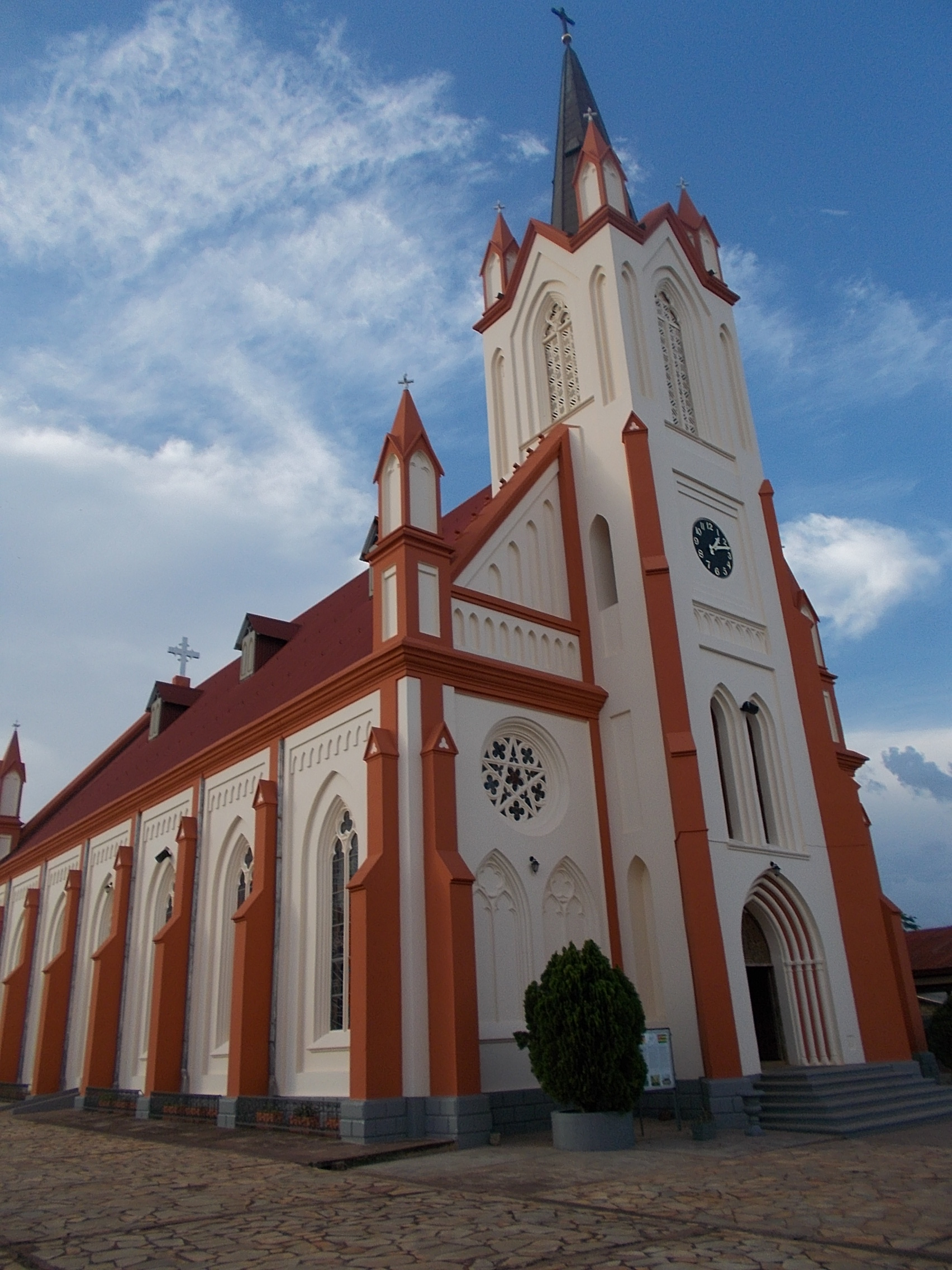
كاتدرائية دي كباليمي.

بدأت المسيحية في توغو بالانتشار منذ منتصف القرن الخامس عشر بعد وصول المبشرين البرتغاليين الكاثوليك. ووصلت البروتستانتية على يد المبشرين الألمان في النصف الثاني من القرن التاسع عشر. من الصعب الوصول إلى بيانات دقيقة عن أعداد أتباع الديانة المسيحية في توغو، وتٌشير بعض الدراسات إلى أنَّ أكبر مجموعة دينية في البلاد هم من أتباع الديانات الأفريقية التقليدية إلى جانب أقليَّة مسيحية وإسلاميَّة ملحوظة. ويتبع القسم الأكبر من مسيحيين توغو الكنيسة الرومانية الكاثوليكية.
بحسب كتاب حقائق العالم عام 2012 حوالي 51% من سكان توغو من أتباع الديانات الأفريقية التقليدية، في حين يشكل المسيحيين حوالي 29% من السكان، والمسلمين 20% من مجمل السكان. ووفقاً لتقرير الحريات الدينية الصادر عن الحكومة الأمريكية في عام 2012، قدرَّت جامعة لومي في عام 2004 أنَّ 33% من السكان هم من أتباع الديانات الأفريقية التقليدية، وحوالي 28% من أتباع الكنيسة الرومانية الكاثوليكية، وحوالي 14% من المسلمين، وحوالي 10% من أتباع الكنائس البروتستانتية وإنتمى حوالي 10% من السكان إلى طوائف مسيحية أخرى. في حين تشمل نسبة 5% المتبقية تشمل أشخاصاً لا ينتمون إلى أي مجموعة دينية. وبحسب تقديرات مركز بيو للأبحاث في عام 2010 شكّل المسيحيين أكبر جماعة دينيَّة في توغو مع حوالي 43.7% من السكان، في حين شكلّ أتباع الديانات الأفريقية التقليدية حوالي 35.6% من السكان.

## تاريخ

### الحقبة الاستعمارية

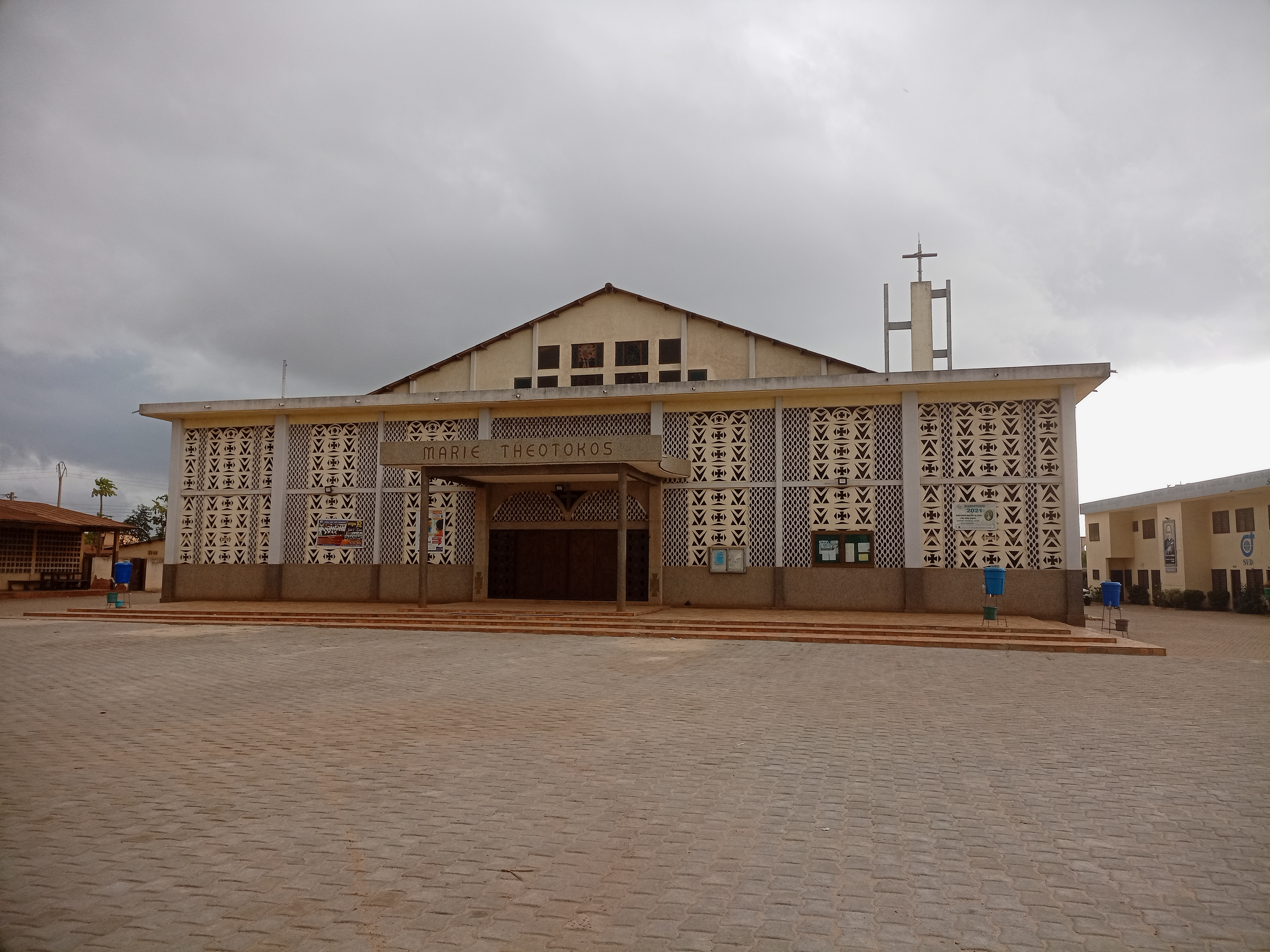
كاتدرائية ثيوتوكس في لومي.

كانت المنطقة في الأصل مأهولة من قبل شعوب كوا والفلطائي، وانضم إليهم مهاجرو شعب الإوي في القرن الرابع عشر والمينا بعد قرنين من الزمان. بدأت الكنيسة الرومانية الكاثوليكية في الانتشار في البلاد من منتصف القرن الخامس عشر، وذلك بعد وصول المستعمرين البرتغاليين. على مدى 200 عام التالية، كانت المنطقة الساحلية مركزًا تجاريًا رئيسيًا للأوروبيين الباحثين عن العبيد، مما أكسب توغو والمنطقة المحيطة بها اسم «ساحل العبيد». استقبلت توغو أول مبشرين كاثوليك في عام 1863، عندما جاء كهنة من جمعية الإرساليات الأفريقية من داهومي (بنين الحديثة) لزيارة القرى الساحلية. استقر اثنان من الكهنة على مسافة 104 أميال في الداخل في أتاكبامي في عام 1886، ولكن تم التخلي عن مهمتهما التبشيريَّة في غضون عام، بعد أن تسمم كلاهما مرتين، مما أدى إلى وفاة أحدهما.
أصبح ما يعرف اليوم بتوغو جزءاً من توغولاند والتي كانت محمية ألمانية في غرب أفريقيا من عام 1884 إلى عام 1914. أُنشئت هذه المستعمرة في وقت كان يُعرف بالتدافع على أفريقيا. خلال الحقبة الاستعمارية جلب الألمان أشكال البروتستانتية المختلفة في أواخر القرن التاسع عشر، عندما تم إرسال مائة من المبشرين من جمعية التبشير بريمن إلى المناطق الساحلية من توغو وغانا. وسمي البروتستانت في توغو باسم «بريما»، بعد الحرب العالمية الأولى، اضطر المبشرون الألمان إلى المغادرة، وأدى ذلك إلى ولادة الكنيسة الإنجيلية إيوي.
في عام 1892، انفصلت المنطقة - التي كانت تخضع للسيطرة الألمانية باسم توغولاند - عن النيابة الرسولية لداهومي وأصبحت محافظة رسولية، وعُهد برعايتها الرة حية إلى جمعية الكلمة الإلهية، والتي أرسلت هناك بحلول عام 1914 حوالي 76 كاهنًا وحوالي 33 راهباً، تقريباً جميعهم كانوا قادمين من ألمانيا. وفي عام 1914 ضمت توغو على حوالي 19,740 كاثوليكي عندما أصبحت للبلاد نيابة رسولية. عندما فقدت ألمانيا محميتها بعد خسارتها الحرب العالمية الأولى، تم ترحيل المبشرين من جمعية الكلمة الإلهية تدريجيًا، جنبًا إلى جنب مع راهبات جمعية الروح القدس، واللواتي أرسلن 51 عضوًا إلى توغو منذ عام 1897. تولى رهبان جمعية الكلمة الإلهية المسؤولية الروحية للبلاد مرة أخرى. في عام 1922، تلقى أول كاهن محلي الرسامة الكهنوتية. بعد الحرب العالمية الثانية، عندما وقعت المنطقة تحت السلطة الفرنسية، انضم الفرنسيسكان والبينديكتين والعديد من التجمعات الدينية من الرجال والنساء إلى البعثة. تم إنشاء التسلسل الهرمي للكنيسة الكاثوليكية في توغو في عام 1955، وأصبحت لومي المقر الرسمي للكرسي الأسقفي.

### الاستقلال والوضع الحالي

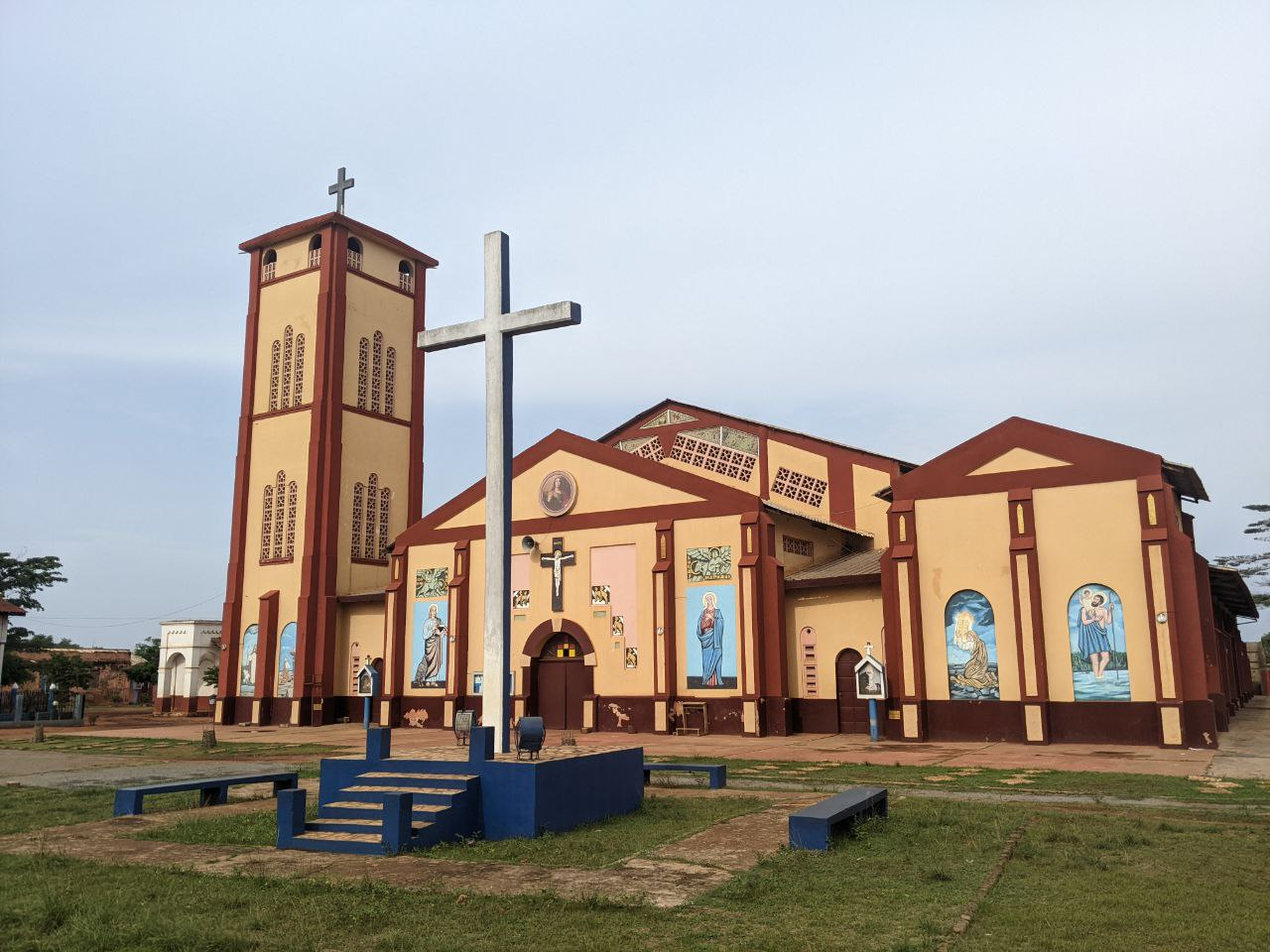
كنيسة القديس يوحنا في تسيفيي.

أعلنت جمهورية توغو في 27 أبريل من عام 1960. أقامت توغو علاقات دبلوماسية مع الكرسي الرسولي في عام 1981. بحلول عام 2000، كان هناك 121 رعية رومانية كاثوليكية في توغو، وضمت البلاد على شبكة واسعة من المدارس الكاثوليكية التي بلغ عددها حوالي 454 مدرسة ابتدائية وحوالي 38 مدرسة ثانوية وتلعب المدارس الكاثوليكية دوراً هاماً في تشيكل النخبة المحلية. ويتوزع كاثوليك البلاد على أسقفية وسبعة أبرشيات. وفقًا لدراسة المؤمنون في المسيح من خلفية مسلمة: إحصاء عالمي وهي دراسة أجريت من قبل جامعة سانت ماري الأمريكيّة في تكساس سنة 2015 وجدت أنَّ حوالي 2,500 مُسلم في توغو تحول إلى المسيحية على المذهب الإنجيلي. المسيحيون في توغو، يختنون ذكورهم في الغالب رغم أن شريعة الختان قد أسقطت في العهد الجديد أي أن مختلف الكنائس لا تلزم أتباعها بها.
في محاولة لإرساء مصداقية مع الشعب في توغو، عينت الحكومة العسكرية رئيس أساقفة لومي فيليب كبودزرو رئيسًا للجمعية التشريعية التي صاغت دستور توغو الجديد في عام 1991، والذي ضمن الحرية الدينية مع عدم إقامة دين للدولة. أُقيل فيليب كبودزرو في النهاية من منصبه عام 1994 بعد شكاوى من أنه استخدم منصبه لتعزيز مكانة الحكومة. وامتنع قادة الكنيسة مؤخرًا عن حقن الخطب بالبيانات السياسية، كما رفضوا دعوة الرئيس سيلفانوس أوليمبيو لحضور يوم المسكوني لمهرجان التحرير الوطني للاحتفال بتنصيب الحكومة في عام 1967.
كان أساقفة توغو الكاثوليك أعضاء في المؤتمر الأسقفي الإقليمي للغرب الناطق بالفرنسية. عمل ممثلو إفريقيا والكنيسة أيضًا كجزء من لجنة حقوق الإنسان في توغو أيضًا كجزء من لجنة حقوق الإنسان في توغو، التي استعرضت تهم التمييز الديني الموجهة ضد الحكومة. وُجدت برامج إسلامية كاثوليكية مشتركة، كما فعل التحالف الإنجيلي، الذي جمع كل من الكاثوليك والبروتستانت لمناقشة أديانهم. يمارس العديد من الكاثوليك التوغوليين المسيحية التقليدية إلى جانب الحفاظ على إيمانهم القبلي التقليدي، وهو وضع نظرت إليه الكنيسة الكاثوليكية ببعض القلق. على الرغم من تأثيرات المسيحية والإسلام، يتبع أكثر من نصف سكان توغو ممارسات ومعتقدات أرواحية محلية وفقاً لبعض الدراسات والإحصائيات. بالمقابل وبحسب تقديرات مركز بيو للأبحاث في عام 2010 شكّل المسيحيين أكبر جماعة دينيَّة في توغو مع حوالي 43.7% من السكان، في حين شكلّ أتباع الديانات الأفريقية التقليدية حوالي 35.6% من السكان. وبحسب الدارسة يشكل الكاثوليك حوالي 26.1% من السكان، في حين يشكل البروتستانت حوالي 16.9% من مجمل السكان.